# Mitsubishi Pajero Sport
Mitsubishi Pajero Sport (dostępny także pod nazwami Mitsubishi Montero/Shogun Sport, Mitsubishi Challenger, Mitsubishi Nativa oraz Mitsubishi G-Wagon) – samochód terenowy produkowany przez japońską firmę Mitsubishi od roku 1996. Dostępny jako 5-drzwiowy SUV. Do napędu używano silników R4 i V6. Moc przenoszona jest poprzez 4-biegową automatyczną bądź 5-biegową manualną skrzynię biegów na oś tylną z możliwością manualnego dołączenia napędu na oś przednią (bez międzyosiowego mechanizmu różnicowego) i włączenia reduktora. Opcjonalnie dostępna była również wersja AWD. Od 2008 produkowana jest druga generacja modelu.

## Galeria

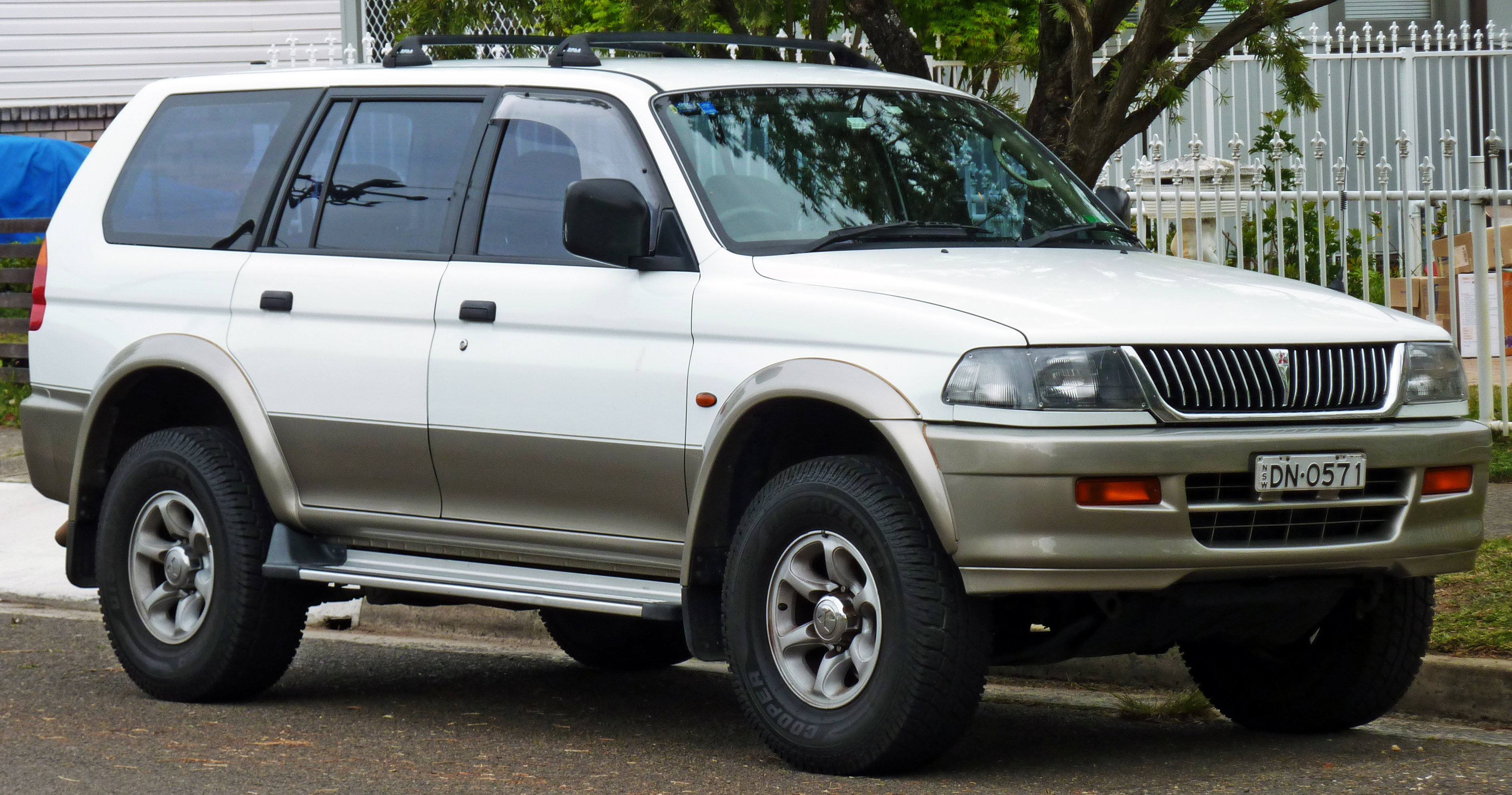
Mitsubishi Challenger I 1996-2003
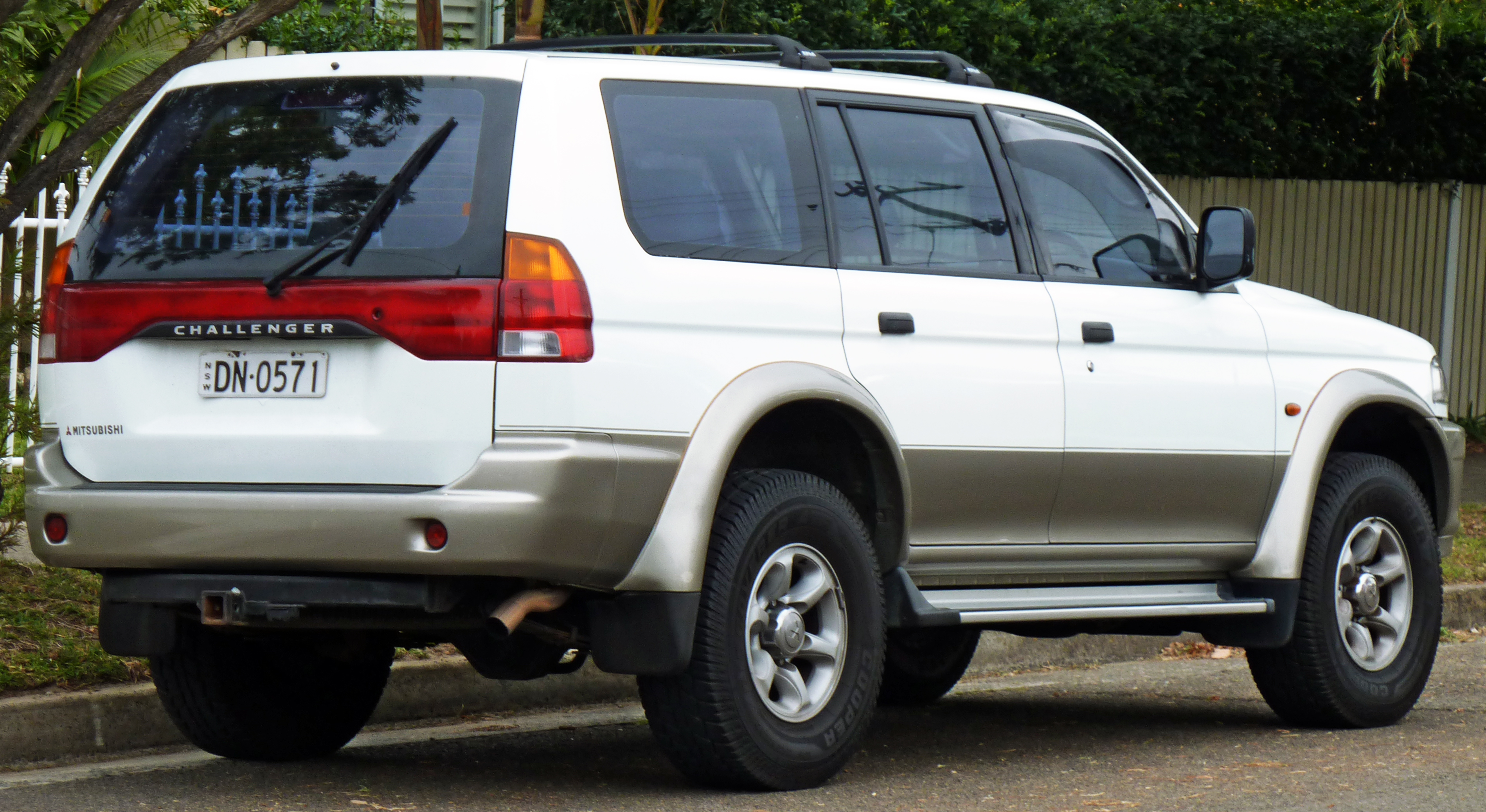
Tył nadwozia - Challenger I
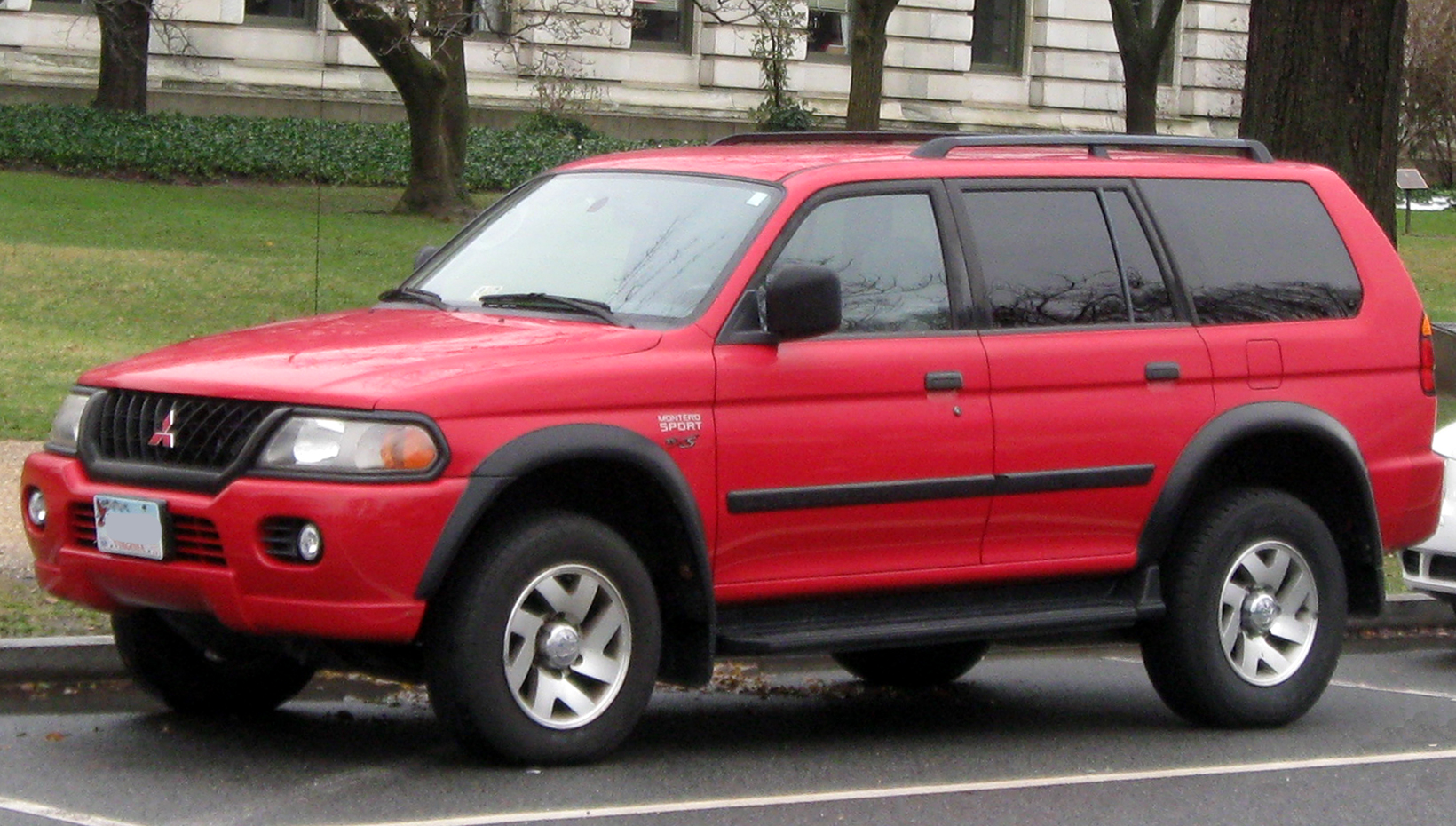
Montero Sport 1998-2011
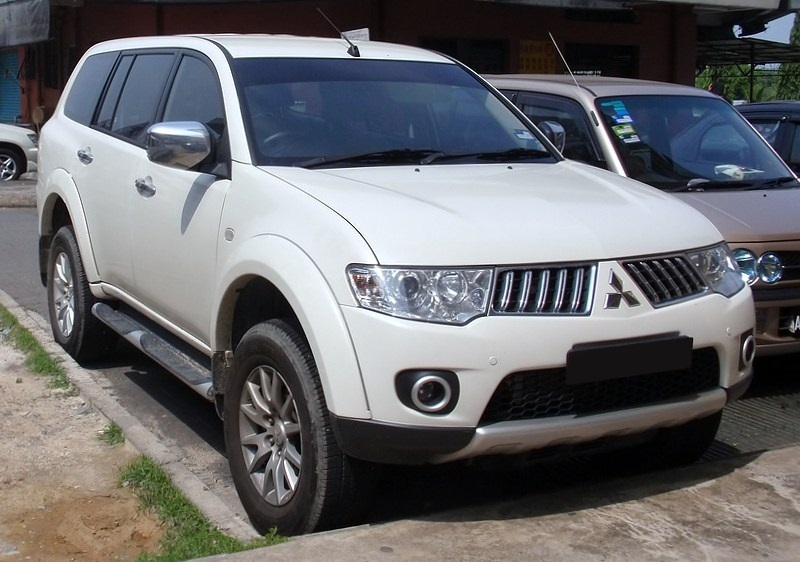
Pajero Sport - II generacja 2003-2016
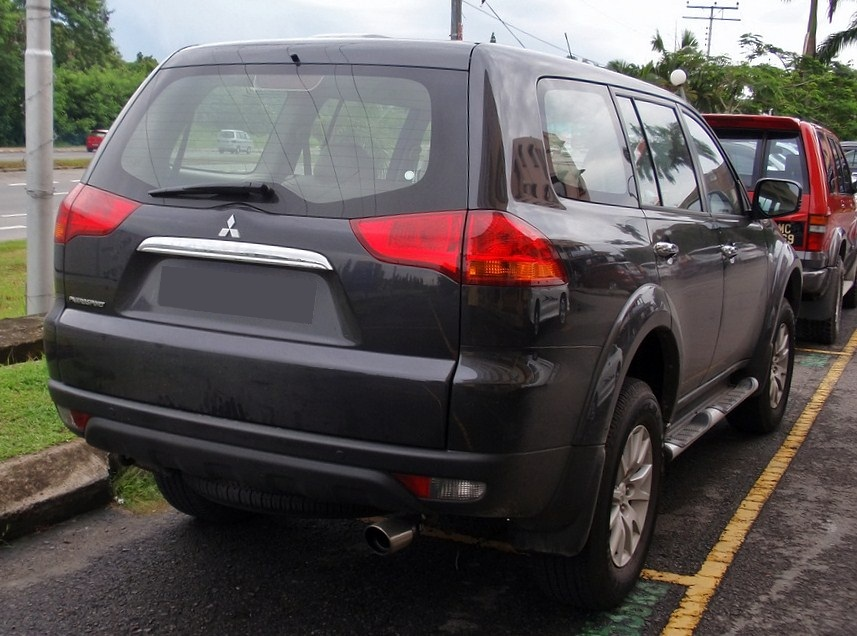
Pajero Sport - II generacja - tył nadwozia

## Dane produkcyjne
| Rok  | Wielkość produkcji | Wielkość produkcji |
| Rok  | Japonia            | Brazylia           |
| ---- | ------------------ | ------------------ |
| 1996 | 35 561             | -                  |
| 1997 | 51 594             | -                  |
| 1998 | 71 562             | -                  |
| 1999 | 95 914             | -                  |
| 2000 | 92 475             | -                  |
| 2001 | 78,337             | -                  |
| 2002 | 69 001             | -                  |
| 2003 | 34 258             | -                  |
| 2004 | 30 515             | -                  |
| 2005 | 23 773             | 600                |
| 2006 | 17 455             | 5370               |
| 2007 | 19 349             | 6120               |

(Źródła: Facts & Figures 2000, Facts & Figures 2005, Facts & Figures 2008, Mitsubishi Motors website)